# Tephrosia chrysophylla
Tephrosia chrysophylla är en ärtväxtart som beskrevs av Frederick Traugott Pursh. Tephrosia chrysophylla ingår i släktet Tephrosia och familjen ärtväxter. Inga underarter finns listade i Catalogue of Life.